# Open Build Service
Der Open Build Service (früher OpenSUSE Build Service) ist eine offene und komplette Distributions-Entwicklungsplattform, die unter der GNU General Public License veröffentlicht wurde. Sie wurde entwickelt, um Softwareentwickler zu ermutigen, Pakete für verschiedene Linux-Distributionen zu entwickeln, wie etwa SUSE Linux Enterprise Server, openSUSE, Red Hat Enterprise Linux, Mandriva, Ubuntu, Fedora, Debian und Arch Linux.
Typischerweise vereinfacht es den Packprozess, sodass die Entwickler einfach ein Paket für verschiedene Distributionen bauen können. Dabei wird auch die Signierung von RPM-Paketen unterstützt. Für das Kompilieren auf Fremdplattformen wird auch QEMU unterstützt.
Die Linux Foundation hat angekündigt, das Projekt werde dem Linux Developer Network (LDN) hinzugefügt.
Es wird auch in diversen Firmen, wie dem MeeGo-Projekt und Tizen, in der Entwicklung verwendet. Zudem wird es von dem VideoLAN Projekt, dem United States Postal Service, Collabora, cPanel, dem Regionalem Rechenzentrum Erlangen, Cray Inc., Dell sowie Open-Xchange eingesetzt.